# دیوید مارکس
دیوید مارکس (انگلیسی: David Marks؛ زادهٔ ۲۲ اوت ۱۹۴۸) گیتارنواز، خواننده و ترانه‌سرای اهل ایالات متحده آمریکا است. او از اعضای گروه راک بیچ بویز بود و با آنها پنج آلبوم ضبط کرد.